# Pietro Castrucci
Pietro Castrucci (Rome, 1679 - Dublin, 7 maart 1752) was een Italiaanse violist en componist. Vanaf 1715 woonde en werkte hij in Londen. Hij was  concertmeester van het operaorkest van Georg Friedrich Händel. Hij componeerde in de stijl van de late barokmuziek.

## Biografie
Castrucci werd geboren in Rome, waar hij waarschijnlijk bij Arcangelo Corelli studeerde, samen met zijn broer Prospero (1690-1760). In 1715 trokken zij de aandacht van Richard Boyle (Lord Burlington), de mecenas van Georg Friedrich Händel. Ze vertrokken nog dat jaar in zijn dienst naar Londen. 
Op 23 juli 1715 trad Castrucci tijdens een benefietconcert voor het eerst in Londen op. Hij werd snel bekend als een van de beste en meest virtuoze violisten van zijn tijd. Castrucci's solo-optredens waren populair, al vonden sommige tijdgenoten dat hij teveel de nadruk legde op de meer spectaculaire technische elementen van het vioolspel. Tijdens zijn optredens speelde hij zowel zijn eigen composities als veel werk van Corelli.
Vanaf 1718 was hij concertmeester van het operaorkest van Händel. Behalve viool bespeelde hij ook een door hem zelf uitgevonden variant van de viola d'amore, vermoedelijk ‘violetta marina’ genoemd. Händel schreef enkele obbligati voor dit instrument, onder andere in zijn opera Orlando in 1733.
Castrucci bleef Händels concertmeester tot 1737, toen hij werd opgevolgd door de jongere John Clegg. Daarna ging het bergafwaarts met hem. In 1739 werd hij een van de eerste begunstigden van de Royal Society of Musicians, een liefdadige organisatie die behoeftige musici ondersteunde. Vanaf 1750 woonde hij in Dublin. Op 21 februari 1751 speelde hij daar, 72 jaar oud, in een benefietconcert voor zichzelf. Hij stierf in 1752, geheel verarmd, aan malaria en werd met uitgebreid ceremonieel begraven in St. Mary's Church in Dublin.

## Werk
- 12 Sonates voor viool en basso continuo, Op. 1 (Amsterdam, 1718)
- 12 Sonates voor viool en basso continuo, Op. 2 (Londen)
- 12 Concerti grossi voor strijkorkest, Op. 3 (Londen, 1736)
- Sonate in A-majeur voor viola da gamba (?) en basso continuo (alleen in manuscript)
- 12 Sonates voor traverso en basso continuo, uitgegeven samen met Francesco Geminiani
- 4 Sonates voor hobo en basso continuo, uitgegeven samen met 2 sonates van Francesco Geminiani (Amsterdam)[2]

- Biblioteca Nacional de España: XX1754419
- Bibliothèque nationale de France: cb13892266s (data)
- CiNii: DA06662041
- Gemeinsame Normdatei: 134345002
- International Standard Name Identifier: 0000 0001 0914 4092
- Library of Congress Control Number: n85098437
- Nationale Bibliotheek van Letland: 000175526
- MusicBrainz: 4cb34731-3cbf-41e4-a68a-c67fbf5b22cf
- Nationale Bibliotheek van Tsjechië: xx0127582
- Nationale Bibliotheek van Israël: 987007285262805171
- Nationale Bibliotheek van Polen: a0000003844740
- Nederlandse Thesaurus van Auteursnamen: 091011957
- Istituto Centrale per il Catalogo Unico: CFIV148358
- SNAC: w6m61sh3
- Système universitaire de documentation: 242876781
- Virtual International Authority File: 71577360
- WorldCat: E39PBJtmpwVWptGWCxbJbFPRKd